# الإسلام والديمقراطية (كتاب)
الإسلام والديمقراطية (بالإنجليزية: الإسلام and Democracy: Fear of the Modern World) هو عمل فكري مهم للمفكّرة النسوية والماركسولوجيست المغربية فاطمة المرنيسي، نُشر الأصل الفرنسي عام 1992 بعنوان La Peur‑Modernité: Le conflit Islam – Démocratie، ثم تُرجِم للإنجليزية عام 2002 بعنوان Islam and Democracy: Fear of the Modern World، وأُعيد نشره مع مقدمة جديدة عقب أحداث 11 سبتمبر.

## تحليل العنوان
يحمل عنوان كتاب "الإسلام والديمقراطية" لفاطمة المرنيسي دلالات فكرية عميقة تنبع من تقاطع مفهوميْن يُعدّان من أكثر المفاهيم إثارة للجدل في السياقين العربي والإسلامي المعاصر. فالعنوان، من حيث تركيبه، يُوحي بوجود علاقة إشكالية أو حوارية بين الإسلام كمنظومة عقائدية وروحية واجتماعية، والديمقراطية كنظام سياسي حديث يقوم على الحرية، وحقوق الإنسان، والمشاركة الشعبية. ويأتي هذا العنوان كمدخل لإثارة سؤال جوهري: هل يمكن التوفيق بين المرجعية الإسلامية ومبادئ الديمقراطية؟ أم أن بينهما تنافرًا بنيويًا؟
فاطمة المرنيسي، من خلال هذا العنوان، لا تكتفي بطرح السؤال، بل تمهد لقراءة نقدية تاريخية وثقافية لتمثلات السلطة، والمرأة، والحكم في الفكر الإسلامي التقليدي، مقابل ما تطرحه الديمقراطية الحديثة من قيم المواطنة والمساواة. العنوان يختزل بذلك إشكالية الحداثة في العالم الإسلامي، ويفتح أفقًا لسجال يتجاوز الثنائيات التبسيطية نحو تفكيك جذور التوتر بين التراث السياسي الإسلامي ومفاهيم العصر، داعية إلى إعادة قراءة النصوص وتأويلها بما يخدم تحرر الإنسان المسلم، وخاصة المرأة، دون التضحية بالهوية أو الانخراط في التبعية.

## خلفية الكتاب
يأتي الكتاب في سياق تصاعد الحركات الأصولية الإسلامية عقب نهاية الحرب الباردة، ولا سيّما بعد أحداث سبتمبر 2001، حيث طرحت المرنيسي موضوع الملاءمة بين الإسلام كنظام ديني وسياسي وليبرالية الديمقراطية الغربية من منظور نقدي يستند إلى التراث الإسلامي ذاته .

## المحاور والمضامين

### 1. الخوف من الحداثة والديمقراطية[2][3]
تنطلق المرنيسي من أن التيارات المتشددة تخشى الحداثة لأنها تقرع أبواب الحرية الفردية والتفكير النقدي، وهي متطلبة أساسية للديمقراطية، التي ترى أنها لا تتعارض مع الإسلام بل تُكمّله.

### 2. الاستدلال النصّي كأداة حوار
تُبرز المرنيسي أن أفراد الحركات الإصلاحية والنسوية في الإسلام يمكنهم الاستناد إلى نفس النصوص المقدّسة التي يستند إليها المتشدّدون، لإثبات أن الإسلام يدعم العدالة والمساواة وحرية التعبير .

### 3. التاريخ الإصلاحي الإسلامي
تذكر المرنيسي الشخصيات الفلسفية والعقلانية من الإسلام التاريخي، مثل ابن رشد وابن خلدون، كدليل حيّ على أن العقل والديمقراطية كانا جزءًا من الروح الإسلامية قبل تطور الأنظمة السلطوية القمعية .

### 4. خوف البنى الأبوية
تحلل المؤلفة كيف تتحوّل البنى الاجتماعية الأبوية والذكورية إلى خوف من الفرد الحرّ والمعنّي بالفكر النقدي، لأن ذلك—في نظرها—يقوّض الشرعية التقليدية ويضعف السلطة المركزية .

### 5. الدعوة إلى ثورة فكرية
تدعو المرنيسي إلى “ثورة ثقافية”، تقوم على إعادة قراءة النصّ الديني بمنظور إنساني معاصر، واستئناف الحوار بين الدين والسياسة ضمن منظومة تحترم حقوق الإنسان ولا تخشى التغيير.

## الأسلوب والمنهج
- منهج مقارن: تقارن بين التفسيرات الدينية المحافظة والتفسيرات التقدّمية، مستخدمة القرآن والسنة.
- تحليل فلسفي ونقدي: تستند إلى مصادر إسلامية وتاريخية لتفكيك البنى الفكرية المتعلقة بالخوف من الحداثة.
- مقدمة لاحقة: أضافتها بعد أحداث 11 سبتمبر، تعكس تفاعلها النقدي مع العنف السياسي المعاصر .

## الطبعات والترجمات
- الطبعة الفرنسية الأصلية: La Peur‑Modernité، 1992. إعادة نشر 2010 بعنوان Islam et démocratie.
- الترجمة الإنجليزية: Islam and Democracy: Fear of the Modern World، Basic Books / Perseus، 2002؛ ترجمة ماجدة جو لاندلاند ﹙Mary Jo Lakeland﹚.[4]
- تُرجمت إلى الألمانية، الإيطالية، الإسبانية، الهولندية، واليابانية .
- ترجمة عربية مرتقبة عن دار الفنك (Le Fennec).[4]

## الاستقبال النقدي
لاقى الكتاب ارتياحًا نقديًا واسعًا، واعتُبر من الأعمال الرائدة التي تسعى إلى التأكيد على إمكانية توافق الإسلام مع الديمقراطية وحقوق الإنسان: أشاد به مثقفون مثل محمد أركون، ونتج عنه جدل فكر بين المحافظين والإصلاحيين. وذُكر في الدراسات المتعلقة بـ النسوية الإسلامية والديمقراطية في العالم العربي كمرجعية نقدية مهمة.

## الأثر والتأثير
ساهم الكتاب في إعادة إنتاج النقاش العلمي عن الإسلام والتحول السياسي في أوساط المثقفين المسلمين. وشكّل حجر أساس في أدبيات النسوية الإسلامية، وأُدرج في مناهج جامعية لدراسة الإسلام والديمقراطية. حيث يُطرح اليوم ضمن سياق حوار الحضارات كدليل على أن الإسلام قادر على التفاعل البنّاء مع الحداثة وحقوق الإنسان.

## أبرز اقتباسات
“الديمقراطية ليست عقيدة مسيحية أو غربية فقط... بل هي آلية إنسانية يمكن أن تتوافق مع روح الإسلام.”

“الخوف من الحرية هو خوف من التفكير الفردي والمسؤولية الإنسانية.”